# EUREF89
EUREF89 (od 2012: PL-ETRF89) – geodezyjny układ odniesienia, który jest rozszerzeniem europejskiego układu odniesienia ETRF na obszar Polski, w wyniku kampanii pomiarowej EUREF-POL, której rezultaty zostały zatwierdzone przez Podkomisję dla Europejskiego Układu Odniesienia (EUREF) Międzynarodowej Asocjacji Geodezji w 1994 roku. 
Układ ten jest fizyczną realizacją europejskiego ziemskiego systemu odniesienia ETRS89. Przenoszenie na obszar Polski układu odbywa się poprzez sieć punktów podstawowej osnowy geodezyjnej za pośrednictwem obserwacji satelitarnych GNSS (Global Navigation Satellite Systems).
W EUREF89 stosuje się GRS 80 (Geodezyjny System Odniesienia 1980), przyjęty na XVII Zgromadzeniu Generalnym Międzynarodowej Unii Geodezji i Geofizyki (MUGG) w Canberze, w grudniu 1979 roku.
EUREF89 jest częścią państwowego systemu odniesień przestrzennych wprowadzonego rozporządzeniem Rady Ministrów z 8 sierpnia 2000. Zgodnie z rozporządzeniem z 15 października 2012 układ zmienił nazwę na PL-ETRF89.